# Zwartkeeldistelstaart
De zwartkeeldistelstaart (Asthenes harterti; synoniem: Schizoeaca harterti) is een zangvogel uit de familie Furnariidae (ovenvogels). Deze vogel is genoemd naar de Duitse ornitholoog Ernst Hartert.

## Verspreiding en leefgebied
Deze soort is endemisch in Bolivia en telt twee ondersoorten:
- A. h. harterti: noordelijk Bolivia.
- A. h. bejaranoi: centraal Bolivia.

## Status
De grootte van de populatie is niet gekwantificeerd maar de soort wordt omschreven als vrij algemeen. Op de Rode lijst van de IUCN heeft deze soort de status niet bedreigd.